# Кенетаев, Сергей Мельсович
Сергей Мельсович Кенетаев (14 сентября 1966, Целиноград, Казахская ССР, СССР) — советский и казахстанский футболист, нападающий и полузащитник, судья, функционер.

## Биография
Сергей Кенетаев родился 14 сентября 1966 года в казахстанском городе Целиноград (сейчас Астана).
В детстве одно время параллельно футболу занимался гимнастикой и гандболом.
Играл в футбол на позициях полузащитника и нападающего. В 1984 году впервые вошёл в заявку команды мастеров — выступающего во второй лиге целиноградского «Целинника», однако на поле ни разу в первенстве СССР не выходил. Дебютировал на этом уровне в составе «Целинника» только в сезоне-86, провёл 5 матчей во второй лиге.
Следующие два года провёл в составе КФК — «Локомотива» из Целинограда и «Авангарда» из Уральска, с которым выиграл чемпионат Казахской ССР и в 1989 году продолжил выступать за команду, переименованную в «Уралец», где стал игроком основы. В 1991 году также играл за «Уралец», но уже во второй низшей лиге.
В 1992 году, когда Казахстан стал независимым и начал разыгрывать отдельный чемпионат, вернулся в Акмолу, пополнив состав «Целинника», вошедшего в высшую лигу. За два сезона провёл 44 матча, забил 1 гол.
Последние два года провёл в первой лиге, выступая за «Есиль» из Акмолы, «Автомобилист» из Шортанды и «Кокше» из Кокчетава.
После окончания игровой карьеры стал судьёй. С 1996 года работал ассистентом главного судьи, с 2001 года — главным арбитром. Работал на 113 матчах чемпионата страны, представлял Астану. В 2003 году обслуживал матч молодёжных сборных Польши и Сан-Марино, судил поединки ранних стадий еврокубков.
С 30 марта 2018 года занимает пост директора департамента судейства и инспектирования Казахстанской федерации футбола.

## Семья
Происходит из футбольной семьи. Отец Мельс Оралбекович Кенетаев (1945—2021) всю карьеру провёл в «Целиннике», затем работал тренером. Младший брат Сакен Мельсович Кенетаев (1975—2011) выступал в чемпионате Казахстана.